# Vivien Thomas
Vivien Theodore Thomas (29 de agosto de 1910 - 26 de noviembre de 1985) fue un asistente quirúrgico estadounidense, y asistente académico de cirugía en pre y postgrado que ayudó en el desarrollo de procedimientos usados para el tratamiento del síndrome de los bebés azules en los años cuarenta en los Estados Unidos. Thomas tuvo una carrera excepcional a pesar de no haber tenido estudios académicos más allá de la secundaria, siendo supervisor de los laboratorios quirúrgicos de la Escuela de Medicina de la Universidad Johns Hopkins.
Thomas nació cerca de Lake Providence (Luisiana). Era hijo de un carpintero. Asistió a la escuela secundaria Pearl High School (ahora conocida como Martin Luther King Magnet High School for Health Science and Engineering) en Nashville (Tennessee) en los años veinte. Esta escuela brindaba educación de alta calidad, a pesar de formar parte del sistema segregacionista estadounidense. Thomas tenía el plan de asistir a la universidad para estudiar medicina, pero cuando sus ahorros desaparecieron por la quiebra de su banco (durante la época de la Gran Depresión), tuvo que abandonar sus planes.
Fue asistente del Dr. Alfred Blalock (con quien co-descubrió el procedimiento quirúrgico para la tetralogía de Fallot) en la Universidad de Vanderbilt en Nashville (Tennessee) y, posteriormente, en la Universidad Johns Hopkins, en Baltimore (Maryland).
Con un limitado grado de educación formal, Thomas luchó contra la pobreza y el racismo para convertirse en un pionero en el área de la cirurgía cardíaca y en asistente académico de quienes se volverían los mejores cirujanos de EE. UU. Recibió en sus últimos años un doctorado honorario en leyes debido a la imposibilidad de otorgar un título de doctor en Medicina sin los estudios apropiados, pero con este título el staff y los estudiantes de la Escuela de Medicina de Johns Hopkins podían llamarle "Doctor".